# Andreas Bloch
Pour les articles homonymes, voir Bloch.
Andreas Bloch, né le 29 juillet 1860 à Skedsmo et mort le 11 mai 1917 à Christiania, est un explorateur, peintre, illustrateur et costumier norvégien. 

## Biographie
Andreas Schroeter Schelver Bloch est né dans la ferme Hellerud à Skedsmo, dans le comté d'Akershus, en Norvège. Il est le fils de Jens Peter Blankenborg Bloch (1817-1892) et d'Anne Julie Margrethe Schroeter (1827-1895). 
Il étudie à l'école d'art de Knud Bergslien de 1878 à 1879 puis à l'Académie des beaux-arts de Düsseldorf (Kunstakademie Düsseldorf) auprès de Peter Janssen de 1880 à 1881 et effectue des voyages d'études en Belgique, à Paris et à Leipzig.
Il épouse en 1890 Ingeborg Elise Tellefsen (1869-1918). La même année il effectue une expédition au Groenland visant à compléter les travaux de Jens Jensen et de Carl Ryder par un levé des environs de Julianehaab. 
Il se fait connaître en livrant des illustrations pour les magazines satiriques Vikingen (en), Krydseren (en) et Korsaren (en). Il illustre de nombreux livres et conçoit des costumes pour le Christiania Theatre (en) et le Nationaltheatret. Il conçoit aussi des affiches et des costumes de théâtre, ainsi que des portraits. On lui doit les armoiries de Lillehammer.
Mort à Christiania, il est inhumé dans l'église de Skedsmo.

## Œuvre
Il illustre des livres de plusieurs auteurs norvégiens, dont ceux l'auteure pour enfants Margrethe Munthe (Aase fiskerpike, 1912), de l'éducateur Nordahl Rolfsen (Vore fædres liv, 1898) et des œuvres de l'aventurier Henrik August Angell (Vor sidste Krig 1807-1814, 1905) et de l'auteur Jacob Breda Bull (en) (Af Norges Frihedssaga, 1899). Il a livré des illustrations aux livres d'expédition de Fridtjof Nansen Paa ski over Grønland sur son expédition au Groenland, et Fram over Polhavet (Expédition Fram).
Il a également peint quelques sujets historiques, notamment le couronnement du roi Haakon VII de Norvège et de la reine Maud (Kong Haakon og Dronning Mauds kroning i Nidarosdomen, 1906) dans la cathédrale de Nidaros. Ses œuvres sont représentées à la fois à la Galerie nationale et au Musée de la ville d'Oslo.

## Peinture

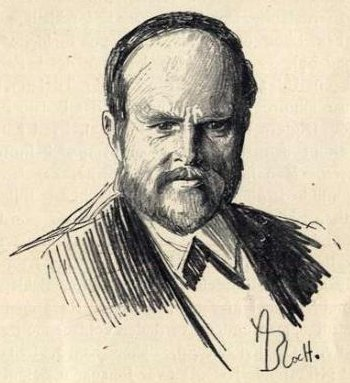
Jacob Breda Bull (1905)
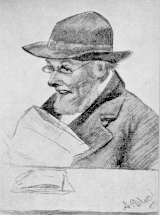
Ivar Aasen (1886)
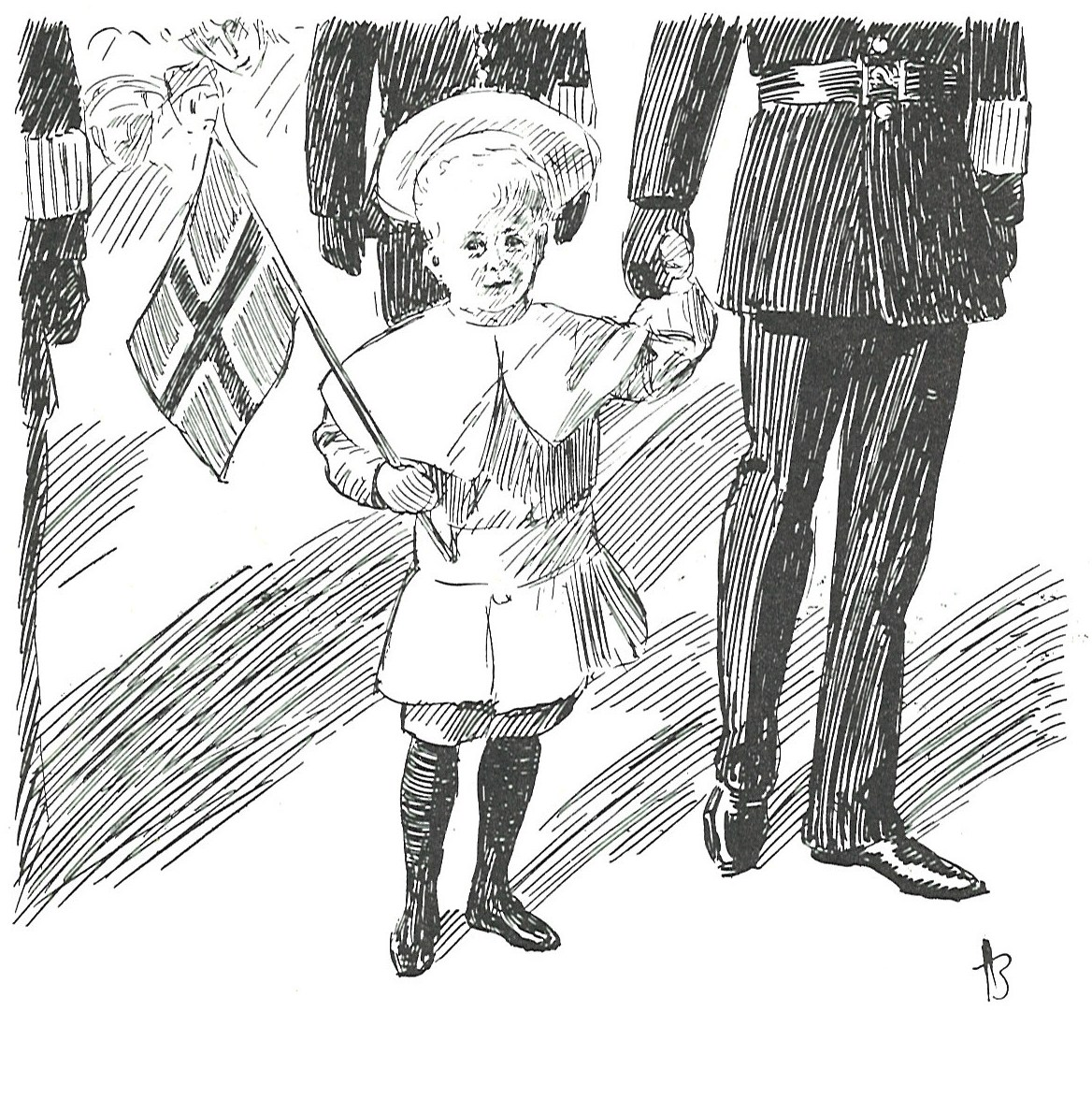
Crown Prince Olav (1906)
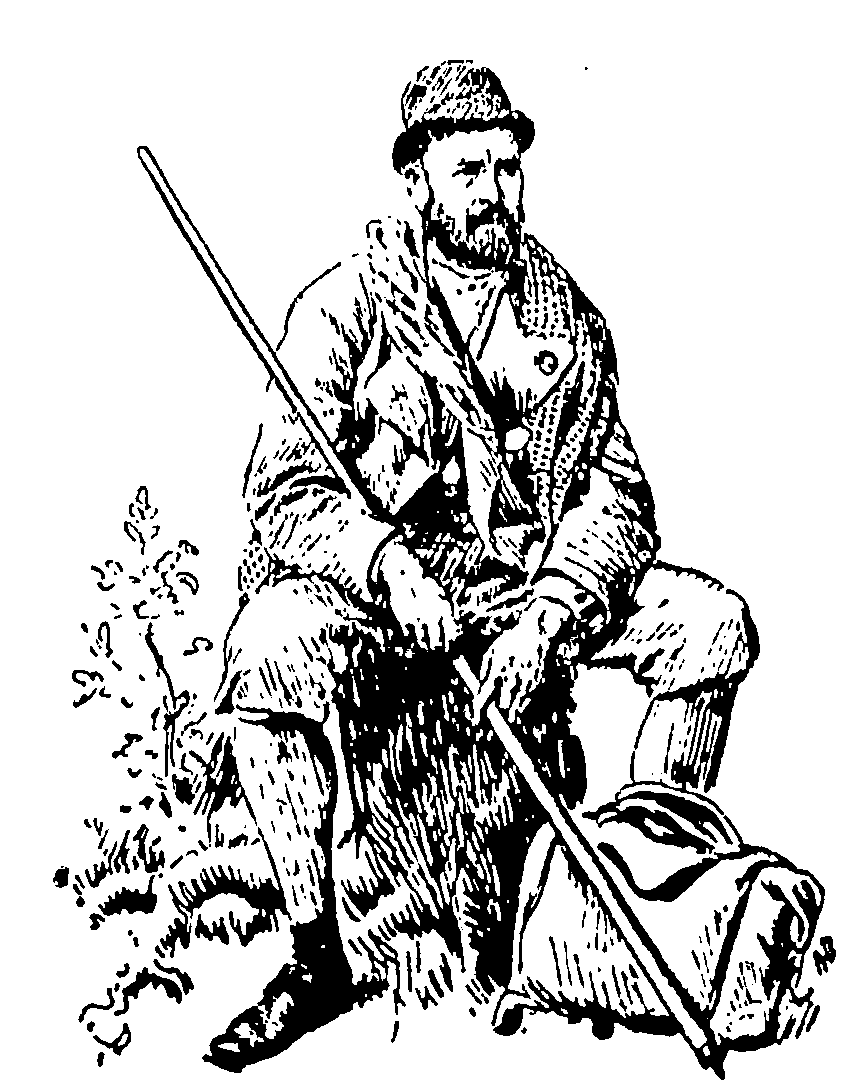
Emanuel Mohn (1891)